# Ilona arriva con la pioggia
Ilona arriva con la pioggia (Ilona llega con la lluvia) è un film del 1996 diretto da Sergio Cabrera, tratto dall'omonimo romanzo del 1987 di Álvaro Mutis.
La colonna sonora, della quale fa parte anche una versione in spagnolo di Smisurata preghiera di Fabrizio De André, è di Luis Bacalov, che nello stesso anno ottenne il Premio Oscar per la colonna sonora de Il postino di Michael Radford.

## Trama
Rimasto a Panama, dopo l'appropriazione dell'Hansa Stern da parte delle banche per via dei debiti che il capitano Wito aveva con loro e dopo che questi si è bruscamente tolto la vita, Maqroll il Gabbiere cerca di contattare il suo amico Abdul Bashur, nel frattempo in prigione.
Maqroll è un personaggio alla disperata ricerca di qualcosa, un personaggio errante, sfuggevole, accompagnato solo dai ricordi di una vita migliore e dai timori di giungere al "disastro".
Una notte, mentre pioveva, vede una figura singolare piuttosto familiare; questa stava giocando alle Slot Machine in un albergo non distante dalla pensione presso il quale egli alloggiava e dove si sentiva minacciato persino dal proprietario stesso, che lo costringeva a vendere orologi e argenteria contraffatti per poter pagarsi il soggiorno.
Questa figura era una donna, era Ilona Grabowska, triestina, vissuta sempre lontano da tutto e da tutti, scaltra, affascinante, ma errante anch'ella come i suoi due amici Maqroll e Abdul.
Insieme cercheranno di coronare il sogno della loro vita: guadagnare abbastanza denaro, aprendo un bordello presso una rinomata villa della città, Villa Rosa, con il quale comprare una barca e dove vivere tutti e tre insieme.
Ma una donna dal passato ignoto presto entrerà nelle vite di Maqroll e Ilona: Larissa, "una donna che non ti lascia via d'uscita", la descrive così Mutis nel suo romanzo.
Più tardi, sarà Larissa stessa a raccontare a Maqroll e Ilona, le sue avventure e perché ella viva in una nave da trasporto ormai naufragata di nome Lepanto. Aspetta che i suoi due amanti, un generale dell'armata di Napoleone e un consigliere della Repubblica di Venezia del primo Cinquecento, ritornino.
Maqroll, spaventato dal racconto di questa donna, la affronta, ma costei, in lacrime, gli chiede di non portarsi via Ilona, una volta che Abdul sarà arrivato a Panama con la sua nuova nave.
Ilona è diventata più di una semplice amica per lei. Ma quando sarà Ilona ad andare fino al Lepanto per salutarla un'ultima volta prima della loro partenza, entrambe perderanno la vita tragicamente in seguito all'esplosione della bombola del gas che Larissa aveva sulla nave.
Maqroll, affranto dalla morte della sua amica e per non aver potuto fare niente per salvarla, aspetta al porto Abdul chiedendosi come avrebbe annunciato al suo amico che la loro compagna era morta.